# Rugby Africa Women's Cup
Rugby Africa Women's Cup è il campionato africano di rugby a 15 femminile.
Organizzato da Rugby Afrique, organismo di governo della disciplina nel continente, è stato inaugurato nel 2019 come torneo di qualificazione africano alla Coppa del Mondo di rugby femminile 2021.
Campione in carica della competizione è il Sudafrica, vincitore della prima edizione, che oltre al titolo continentale è anche qualificato alla Coppa del Mondo di rugby femminile 2021.

## Storia
La competizione nacque su impulso di World Rugby che, in occasione delle qualificazioni alla Coppa del Mondo di rugby femminile 2021, demandò alle confederazioni continentali l'istituzione di appositi tornei per determinare le cinque squadre destinate ad affiancarsi alle altre sette già qualificate per via dei risultati ottenuti nel torneo precedente.
Per quanto riguarda Rugby Afrique, tale organo ha varato il corrispettivo femminile della Rugby Africa Cup, competizione già in essere dal 2000 e che anch'esso è spesso valido come torneo di qualificazione alla Coppa del Mondo maschile.
La prima edizione di torneo si tenne tra il 6 e il 13 agosto 2019 a Brakpan, in Sudafrica, tra quattro nazionali che si affrontarono a girone unico.
Il campionato fu vinto a punteggio pieno dal Sudafrica che così si assicurò il posto alla Coppa del Mondo 2021, mentre seconda giunse il Kenya, destinata per effetto di ciò a uno spareggio contro la vincitrice della zona sudamericana per acquisire il diritto a disputare i ripescaggi in programma nel 2020.